# Erec et Enide
Erec et Enide fue escrito por Chrétien de Troyes hacia el año 1176. Sería, por lo tanto, el primer roman de su autor que ha llegado hasta nosotros y el primer testimonio conocido del ciclo artúrico en lengua romance.
Podríamos decir que esta obra es una novela idílica atípica, ya que el matrimonio no constituye su final ni es suficiente para asegurar la felicidad de los protagonistas. En realidad, el matrimonio es casi el motor de la "novela": Enide se enamora de Erec por sus dotes caballerescas. Al poco tiempo se casan en la corte del rey Arturo. Durante unos años, el protagonista masculino vive sosegadamente junto a su esposa, pero no puede ser feliz, pues ha abandonado la que era su razón de ser: la caballería. De modo que se ponen los dos en marcha en busca de aventuras y pruebas. Tras salir victoriosos de todas ellas (en algunos casos gracias a la inestimable ayuda de personajes que encuentran en su camino, por ejemplo Guivret le petit), regresan a la corte artúrica. Allí Erec se entera de la muerte de su padre, el rey Lac. Finalmente, el propio Arturo los corona en Nantes.